# Padam Padam
«Padam Padam» — песня австралийской певицы Кайли Миноуг, вышедшая 18 мая 2023 в качестве ведущего сингла шестнадцатого студийного альбома Tension, выходящего 23 сентября. Она была написана норвежской певицей и автором песен Иной Врольдсен совместно с продюсером Lostboy. Музыкальное видео было снято режиссером Софи Мюллер и выпущено в тот же день, что и песня.
Сингл достиг Топ-10 в танцевальных хит-парадах Великобритании и США.

## История
Песня была объявлена вместе с анонсом альбома 12 мая 2023 года, но на тот момент не имела даты выхода. Дата выхода была объявлена 16 мая, вместе с 20-секундным превью песни. Название песни — ономатопея, означающая биение сердца.

## Композиция
Песня «Padam Padam» была описана как «гипнотическое электро», «гладкий, грохочущий, запоминающийся джем в стиле данс-поп», а также как «эйфорическая открывающая» песня в альбоме Tension. Она содержит «безошибочный» рифф электрогитары и «технопоп фон». В ней также «Миноуг отошла от звучания своего прошлого альбома Disco (2020) и перешла к более тёмному, более европейскому синти-попу». По словам Джорджа Гриффитса из Official Charts Company, «Padam Padam» — это «упругий, вдохновленный Восточной Европой электропоп с укусом».

## Отзывы
Том Брейхан, написавший для Stereogum, описал «Padam Padam» как «гладкий, звонкий, запоминающийся как черт джем в стиле дэнс-поп», добавив, что «Кайли точно знает, как преподнести такую песню». Описав ее как «заразительную», журнал Retropop Magazine также назвал песню "напористой электронной феерией, которая обещает быть «в вашей голове все выходные», цитируя слова из песни. Холли Герагти из NME назвала песню «припевом, бьющим в уши». Аналогично, написав для Stereoboard, Джон Стиклер сказал, что «запоминающийся поп-бангер» имеет «заразительный припев». Мэри Варварис из The Music подчеркнула «свежее и яркое танцевальное звучание» песни. Она написала, что песня «звучит в стиле 2023 года, оставаясь при этом безошибочно похожей на Кайли».

### Итоговые списки
| Публикация    | Список                                | Ранг | Ссылка |
| ------------- | ------------------------------------- | ---- | ------ |
| BBC           | The Best Songs of 2023                | 3    | [ 12 ] |
| The Guardian  | The 20 best songs of 2023             | 4    | [ 13 ] |
| NME           | The 50 best songs of 2023             | 3    | [ 14 ] |
| Pitchfork     | The 100 Best Songs of 2023            | 41   | [ 15 ] |
| Rolling Stone | The 100 Best Songs of 2023            | 20   | [ 16 ] |
| Time Out      | 45 Best Pop Songs of the 21st Century | 1    | [ 17 ] |

## Коммерческий успех
Песня «Padam Padam» дебютировала на 39 месте в чарте ARIA Singles Chart, став первым хитом Миноуг топ-40 в Австралии со времён «Timebomb» в 2012 году. Песня также вошла на восьмое место в чартах UK Singles Downloads Chart и UK Singles Sales Chart через день после выхода. Песня дебютировала на 26 месте в чарте UK Singles Chart, став 52-м синглом Миноуг топ-40 в Великобритании и самым высоким в чартах синглом в чартах со времён «Into the Blue», выпущенного в 2014 году. Она также заняла первое место в чартах UK Singles Sales и Download Charts.

## Музыкальное видео
Музыкальное видео было снято в долине Сан-Фернандо в Лос-Анджелесе режиссером Софи Мюллер. Оно было выпущено 18 мая 2023 года и показывает Миноуг в красном костюме Mugler с накидкой в сопровождении танцоров, которые также одеты в красное.

## Концертные исполнения
В мае 2023 года Миноуг впервые исполнила песню «Padam Padam» во время финала 21-го сезона шоу American Idol в попурри с песней «Can’t Get You Out of My Head»; в последней песне к ней присоединилась Нуца, одна из участниц конкурса.
В июне 2023 года Миноуг дала ранее не анонсированное выступление в качестве неожиданного гостя на Capital’s Summertime Ball на стадионе Уэмбли в Лондоне, которое ознаменовало дебютное исполнение песни «Padam Padam» в Великобритании. Во время выступления она также исполнила песню «Can’t Get You Out of My Head».
Миноуг вернулась в США в июне 2023 года, став хедлайнером на iHeartMedia 103.5 KTU’s KTUphoria 2023 в Jones Beach Theater в Уанто, штат Нью-Йорк, исполнив «Padam Padam» в рамках сет-листа из 9 песен.

## Чарты
| Чарт (2023)                                     | Высшая позиция |
| ----------------------------------------------- | -------------- |
| Австралия (ARIA)                                | 19             |
| Австралия (Club Tracks, ARIA)                   | 15             |
| Бельгия/Фландрия (Ultratop 50)                  | 44             |
| Канада (Billboard Canadian Hot 100)             | 98             |
| Канада (Digital Song Sales, Billboard)          | 21             |
| СНГ (TopHit Airplay)                            | 38             |
| Мир (Billboard Global 200)                      | 190            |
| Мир(Global Excl. US, Billboard)                 | 194            |
| Венгрия (Single Top 40)                         | 32             |
| Ирландия (IRMA)                                 | 7              |
| Израиль (Media Forest)                          | 1              |
| Нидерланды (Dutch Top 40)                       | 35             |
| Нидерланды (Single Tip)                         | 2              |
| Новая Зеландия (RMNZ)                           | 11             |
| Россия (TopHit)                                 | 43             |
| Великобритания (OCC UK Singles)                 | 8              |
| Великобритания (OCC UK Dance)                   | 5              |
| Великобритания (OCC UK Indie)                   | 1              |
| США (Billboard Digital Song Sales)              | 18             |
| США (Billboard Hot Dance/Electronic Songs)      | 7              |
| США (Billboard Adult Pop Airplay)               | 40             |
| США (Dance/Electronic Digital Songs, Billboard) | 5              |
| США (Dance/Mix Show Airplay Chart, Billboard)   | 1              |

## Сертификации
| Регион                                                                      | Сертификация | Продажи |
| --------------------------------------------------------------------------- | ------------ | ------- |
| Австралия (ARIA)                                                            | Золотой      | 35 000  |
| Бразилия (ABPD)                                                             | Золотой      | 20 000  |
| Великобритания (BPI)                                                        | Серебряный   | 302,511 |
| Данные о продажах + прослушиваниях приведены только на основе сертификации. |              |         |